# Michael Eneramo
Michael Eneramo (Kaduna, Nigeria, 26 de noviembre de 1985) es un futbolista nigeriano, que se desempeña como delantero y que actualmente milita en el Espérance de Tunis del Championnat de Ligue Profesionelle 1 de Túnez.

## Selección nacional
Ha sido Internacional con la Selección de Nigeria, ha jugado 11 partidos internacionales y ha anotado 3 goles.

## Clubes
| Club                 | País           | Año         |
| -------------------- | -------------- | ----------- |
| Espérance            | Túnez          | 2004 - 2010 |
| USM Alger (cedido)   | Argelia        | 2004 - 2006 |
| Al-Shabab (cedido)   | Arabia Saudita | 2007        |
| Sivasspor            | Turquía        | 2011 - 2013 |
| Beşiktaş             | Turquía        | 2013 - 2014 |
| Karabükspor (cedido) | Turquía        | 2014        |
| İstanbul             | Turquía        | 2014 - 2015 |
| Sivasspor            | Turquía        | 2015 - 2016 |
| Manisaspor           | Turquía        | 2016 - 2017 |
| Al-Ettifaq           | Arabia Saudita | 2017        |
| Espérance            | Túnez          | 2018        |

### Distinciones individuales
| Distinción                                     | Año  |
| ---------------------------------------------- | ---- |
| Máximo goleador de la Liga de Túnez (18 goles) | 2009 |
| Máximo goleador de la Liga de Túnez (13 goles) | 2010 |